# Ricardo Rosety
Ricardo Rosety Inclán (Gijón, Asturias, España, 1 de agosto de 1977) es un presentador de televisión español.

## Trayectoria
Estudió Derecho en la Universidad de Oviedo y en la Universidad Nacional de Educación a Distancia. 
Con 16 años inició su andadura profesional en el programa Jóvenes y campeones, en SER Gijón, de la Cadena SER, junto con Juanma Castaño y Manfredo Álvarez, incorporándose a Onda Cero en 1995, hasta que en 2001 pasó a Radio Gijón, de la COPE, donde compaginó su trabajo como director de programas de deportes con el de colaborador de La Voz de Asturias. 
En 2006 cambia a la Radiotelevisión del Principado de Asturias convirtiéndose en presentador de televisión en informativos de deportes, en programas de fin de semana y en programas especiales hasta que en 2010 se traslada a Barcelona y ficha por Gol Televisión como presentador de Informativos Gol noticias, Directo Gol, Directo Gol Champions, Directo Gol Europa League y programas de debates especiales. 
En 2015 pasa a formar parte del equipo de BeIN Sports. Desde 2019 ficha por Movistar+ para los partidos de LaLiga Santander.
Es hijo de Manuel Rosety y sobrino de Gaspar Rosety.